# Rudolf Hiden
Rudolf Hiden (ur. 9 marca 1909 w Grazu, zm. 11 września 1973 w Wiedniu) – austriacko-francuski piłkarz grający na pozycji bramkarza, reprezentant Austrii i reprezentant Francji, potem trener.

## Kariera piłkarska
Rudolf Hiden rozpoczął karierę w wieku 16 lat w Grazer AK, jednak profesjonalną karierę rozpoczął w 1927 roku w Wiener AC, gdzie odnosił pierwsze sukcesy w swojej piłkarskiej karierze: Puchar Austrii i finał Pucharu Mitropa w 1931 roku. W 1930 roku dzięki znakomitym występom na arenie międzynarodowej trener Arsenalu Londyn, Herbert Chapman chciał sprowadzić Hidena do swojej drużyny, ale władze Players Union i The Football League nie zgodziły się na ten transfer.
W 1933 roku jako naturalizowany Francuz wyjechał do Francji grać w RC Paris, z którym również odnosił sukcesy. Zdobył z tą drużyną w sezonie 1935/1936 krajowy dublet: Mistrz Francji i Puchar Francji. Puchar krajowy z RC Paris zdobył jeszcze w 1939 i 1940 roku. W 1940 roku zakończył piłkarską karierę.

## Kariera reprezentacyjna
Rudolf Hiden w latach 1928-1933 rozegrał w reprezentacji Austrii 20 meczów. Po przyłączeniu Austrii do Niemiec przyjął w 1937 roku obywatelstwo francuskie, co mu pozwoliło na ewentualną grę w reprezentacji Francji. Jedyny mecz w Trójkolorowych miał miejsce w 1940 roku.

## Sukcesy piłkarskie

### Wiener AC
- Puchar Austrii: 1931
- Finał Pucharu Mitropa: 1931

### RC Paris
- Mistrz Francji: 1936
- Puchar Francji: 1936, 1939, 1940

## Po zakończeniu kariery
Rudolf Hiden został włączony do armii francuskiej, w której walczył podczas II wojny światowej. Po zakończeniu wojny wyjechał do Włoch, gdzie przez prawie 10 lat był trenerem włoskich klubów: US Salernitana, ACR Messina, US Palermo i Carrarese Calcio.
Po powrocie do Austrii próbował swoich sił jako hotelarz w Wörthersee. W 1972 roku z powodu zaawansowanego raka amputowano mu nogę w jednym ze szpitali w Wiedniu. Zmarł 11 września 1973 roku w Wiedniu w całkowitym zapomnieniu przez austriacką społeczność. Kanclerz Austrii Bruno Kreisky zadbał o pochówek Hidena i ufundował honorowy pokład na jego nagrobku.